# Nihon kobudō shinkōkai
La Nihon kobudō shinkōkai (日本古武道振興会, litt. « Association pour la promotion des arts martiaux traditionnels japonais ») aussi appelée Japan Kobudo Promotion Society en anglais est une organisation qui fédérer des écoles martiales traditionnelles (koryū) afin de conserver et promouvoir les arts martiaux traditionnels japonais.

## Présentation
La Nihon Kobudō Shinkōkai a été créée en février 1935 (10e année de l'ère Shōwa) et approuvée en tant que fondation le 4 avril 1940 (15e année de l'ère Shōwa).

## Liste des membres de la Nihon Kobudō Shinkōkai
Liste officielle telle qu'elle se présente sur le site officiel en date du 24 octobre 2019. Cette liste classe les 85 écoles membres dans l'ordre syllabique japonais.
1. Asayama Ichiden Ryū Hyōhō (淺山一傳流兵法)[a]
2. Araki Ryū Gun'yō Kogusoku (荒木流軍用小具足)
3. Araki Ryū Kempō (?) (荒木流拳法（菊池邦光）)
4. Araki Ryū Kempō (?) (荒木流拳法（鈴木清一郎）)
5. Ishiguro Ryū Jūjutsu (石黒流柔術)
6. Ogasawara Ryū Kyūbajutsu Reihō (小笠原流弓馬術礼法)
7. Ono Ha Ittō Ryū Kenjutsu (小野派一刀流剣術)
8. Owarikan Ryū Sōjutsu  Heiden  Yagyū Shinkage Ryū Heihō (尾張貫流槍術　併伝　柳生新陰流兵法)
9. Kashima Shinden Jikishinkage Ryū (鹿島神傳直心影流)
10. Kashima Shintō Ryū Kenjutsu (鹿島新當流剣術)
11. Kanshin Ryū Kenjutsu (貫心流剣術)
12. Kiraku Ryū Jūjutsu (?) (氣樂流柔術（水科壽美）)
13. Kiraku Ryū Jūjutsu (?) (氣樂流柔術（飯嶌文夫）)
14. Kingai Ryū Karate - Okinawa Kobujutsu (金硬流唐手・沖縄古武術)
15. Kurama Ryū Kenjutsu (鞍馬流剣術)
16. Kōga Ryū Kenhō, Shingetsu Ryū Shurikenjutsu (甲賀流拳法、心月流手裏剣術)
17. Kōgen Ittō Ryū Kenjutsu (甲源一刀流剣術)
18. Konshin Ryū Jūjutsu Toritejutsu (今真流柔術捕手術)
19. Saburi Ryū Sōjutsu, Shinnuki Ryū Iai Kempō (佐分利流槍術、信抜流居合剣法)
20. Jikishinkage Ryū Naginatajustu (直心影流薙刀術)
21. Jigen Ryū Heihō (示現流兵法)[a]
22. Shibukawa Ichi Ryū Jūjutsu (澁川一流柔術)
23. Shosho Ryū  Yawara (諸賞流　和(やわら))
24. Shingyōtō Ryū Bugeigata (心形刀流武芸形)
25. Shintō Musō Ryū Jōjutsu (?) (神道夢想流杖術（江角和敏）)
26. Shintō Musō Ryū Jōjutsu (?) (神道夢想流杖術（松井健二）)
27. Shintō Musō Ryū Jōjutsu (?) (神道夢想流杖術（三澤芳郎）)
28. Shintō Musō Ryū Jōjutsu (?) (神道夢想流杖術（濱地光男）)
29. Shintō Munen Ryū Kenjutsu (神道無念流剣術)
30. Shin Musō Ha Yashizaki Ryū Iaijutsu (神夢想林崎流居合術)
31. Suiō Ryū Iai Kempō  Masaki Ryū Kusarigamajutsu (水鴎流居合剣法　正木流鎖鎌術)
32. Sekiguchi Shin Shin Ryū Jūjutsu (関口新心流柔術)
33. Sekiguchi Ryū Battojutsu (?) (関口流抜刀術（祖父江光紀）)
34. Sekiguchi Ryū Battojutsu (?) Heiden  Heihō Niten Ichi Ryū (関口流抜刀術（米原亀生）併伝　兵法二天一流)[a]
35. Sōsuishi Ryū (双水執流)
36. Taisha Ryū Kenjutsu (?) (タイ捨流剣術（西島淳一）)
37. Daitō Ryū Aikijūjutsu (大東流合気柔術)
38. Takeda Ryū Jingaijutsu (武田流陣螺術)
39. Takenouchi Ryū Koshi no Mawari Kogusoku (竹内流腰廻小具足)
40. Takenouchi Ryū Torite Koshi no Mawari(竹内流捕手腰廻)
41. Tatsumi Ryū (立身流)
42. Tamiya Ryū Iaijutsu (田宮流居合術)
43. Chokugen Ryū Ō Naginatajutsu(直元流大長刀術)
44. Tenshin Shōden Katori Shintō Ryū Heihō (天真正伝香取神道流兵法)
45. Tenshin Shōden Katori Shintō Ryū Heihō  Sugino Dōjō (天真正伝香取神道流兵法 杉野道場)
46. Tenjin Shin'yō Ryū Jūjutsu (天神真楊流柔術)
47. Tendō Ryū Naginatajutsu (天道流薙刀術)
48. Tennen Rishin Ryū (天然理心流)
49. Tōda Ryū Kenjutsu (當田流剣術)
50. Toda Ha Bukō Ryū Naginatajutsu (戸田派武甲流薙刀術)
51. Toyama Ryū Battodō (戸山流抜刀道)
52. Nanban Sattō Ryū Kempō (南蛮殺倒流拳法)
53. Negishi Ryū Shurikenjutsu, Heiden  Shirai Ryū Shurikenjutsu (根岸流手裏剣術　併伝　白井流手裏剣術)
54. Nen Ryū (念流)
55. Higoko Ryū Naginatajutsu (肥後古流長刀術)
56. Fūden Ryū Sōjutsu (風傳流槍術)
57. Heihō Taisha Ryū (兵法タイ捨流)[a]
58. Heihō Niten Ichi Ryū (兵法二天一流)[a]
59. Hōki Ryū Iaijutsu (伯耆流居合術)
60. Hōzōin Ryū Takada Ha Sōjutsu (宝蔵院流高田派槍術)
61. Hosokawa Kedentō Heihō Niten Ichi Ryū (細川家伝統兵法二天一流)[a]
62. Mugen Shintō Ryū Iaijutsu (無限神刀流居合術)
63. Musō Jikiden Eishin Ryū Iaijutsu (?) (無雙直伝英信流居合術（小薗江徹郎）)
64. Musō Jikiden Eishin Ryū Iai Heihō (無双直伝英信流居合兵法)[a]
65. Musō Shinden Iai Jūshin Ryū Tsunuai (夢想神伝居合重信流詰合)
66. Musō Shinden Ryū Iaijutsu (?) (夢想神伝流居合術（高橋次秀）)
67. Musō Shinden Ryū Iaijutsu (?) (夢想神伝流居合術（伊藤學）)
68. Musō Shinden Eishin Ryū Batto Heihō (無雙神傳英信流抜刀兵法)[a]
69. Musō Shinden Ryū Iaijutsu (?) (夢想神伝流居合術（斎藤芳吉）)
70. Muhimuteki Ryū Jōjutsu, Iga Ryū Ha Katsushin Ryū Jūjutsu (無比無敵流杖術、為我流派勝新流柔術)
71. Muhen Ryū Bōjutsu (無辺流棒術)
72. Morishige Ryū Hōjutsu (森重流砲術)
73. Yagyū Seigō Ryū Batto (柳生制剛流抜刀)
74. Yagyū Shinkage Ryū Heihō (柳生新陰流兵法)[a]
75. Yagyū Shingan Ryū Taijutsu (柳生心眼流體術)
76. Yagyū Shingan Ryū Heijutsu (?) (柳生心眼流兵術（佐藤柔心斎）)
77. Yagyū Shingan Ryū Heihō (?) (柳生新陰流兵法（梶塚靖司）)[a]
78. Yagyū Shingan Ryū Heihō (?) (柳生心眼流兵法（星國雄）)[a]
79. Yagyū Shingan Ryū Heihō (?) (柳生心眼流兵法（星徳一）)[a]
80. Yagyū Shingan Ryū Heihōjutsu (?) (柳生心眼流兵法術（島津兼治）)[a]
81. Yōshin Ryū Naginatajutsu (楊心流薙刀術)
82. Rikishin Ryū (力信流)
83. Ryū Kyū Ko Bujutsu (琉球古武術)
84. Ryōzen Chikubushima Ryū Bōjutsu (霊山竹生嶋流棒術)
85. Wadō Ryū Jūjutsu Kempō - Karatejutsu (和道流柔術拳法・空手術)